# Caroline Bourriaud
Pour les articles homonymes, voir Bourriaud.
Caroline Bourriaud, née le 18 août 1998, est une joueuse de pétanque française.

## Biographie
Elle commence la pétanque en 2005, à l’âge 7 ans. Son père et son frère tous deux licenciés, jouaient dans le jardin,  et lui donnent l’envie de jouer. 
Elle commence en club à La Roche-Maurice, puis  à Landerneau, Quimperlé et Plounéour-Ménez. Elle rejoint en 2019 le club de la Joyeuse pétanque Rumillienne.

## Style de jeu
Droitière,  tireuse ou milieu en triplette, offensif en équipe et défensif en tête-à-tête.

## Clubs
- ? - ? : La Roche-Maurice (Finistère)
- ? - ? : Landerneau (Finistère)
- ? - ? : Quimperlé (Finistère)
- ? - 2018 : Plounéour-Ménez (Finistère)
- 2019 -  : JP Rumilly (Haute-Savoie)

## Palmarès

### Jeunes

#### Championnats d'Europe
Championne d'Europe espoirs
- Triplette 2016 (avec Cindy Peyrot, Alison Rodriguez et Audrey Bandiera) :  Équipe de France[2]
- Triplette 2018 (avec Céline Lebossé, Emma Picard et Alison Rodriguez) :  Équipe de France
- Triplette 2019 (avec Céline Lebossé, Emma Picard et Alison Rodriguez) :  Équipe de France

Troisième
- Triplette 2017 (avec Aurélie Borie, Léa Escoda et Alison Rodriguez) :  Équipe de France

### Séniors

#### Championnats du Monde
Championne du monde
- Triplette 2017 (avec Anna Maillard, Angélique Colombet et Charlotte Darodes) :  Équipe de France

#### Jeux mondiaux
Vainqueur
- Tir de précision 2017 :  Équipe de France

Finaliste
- Doublette 2022 (avec Nadège Baussian) :  Équipe de France

Troisième
- Doublette 2017 (avec Anna Maillard) :  Équipe de France

#### Coupe des Confédérations
Finaliste
- Triplette 2018 (avec Céline Lebossé, Camille Durand et Ludivine Lovet) :  Équipe de France[3]

#### Championnats de France
Championne de France
- Triplette 2024 (avec Céline Lebossé et Alexia Pinto)

#### Mondial La Marseillaise
Vainqueur
- 2018 (avec Céline Lebossé et Alison Rodriguez)

#### EuroPétanque de Nice
Vainqueur
- Triplette 2019 (avec Daisy Frigara et Alison Rodriguez)

#### Autres

##### Passion Pétanque Française
Vainqueur
- Triplette 2019 (avec Céline Lebossé et Alison Rodriguez)
- Tête à Tête 2019
- Triplette 2021 (avec Laurence Morotti et Camille Durand)[4]

### Records[5]
- Record du monde féminine Team Toro avec 371 boules tapées sur 500 avec Jenny Rathberger, Chloé Roux, Céline Lebossé et Camille Durand en décembre 2019 à Rumilly.
- Record du monde mixte Team Toro avec 786 boules tapées sur 1 000 avec Charles Weibel, Lucas Desport, Jérémy Pardoen, Adrien Delahaye, Bruno Le Boursicaud, Jenny Rathberger, Chloé Roux, Céline Lebossé et Camille Durand en décembre 2019 à Rumilly.